# 後藤瑞巌
後藤 瑞巌（ごとう ずいがん、1879年10月18日 - 1965年3月20日）は、明治から昭和にかけての臨済宗の僧。岐阜県大垣市生まれ。道号は瑞巌、法名は宗頑。室号は蔭涼軒。俗姓は後藤。臨済宗円覚寺派の釈宗活の法嗣。臨済宗大学学長、妙心寺派管長、大徳寺派管長を歴任。その後は龍安寺山内の大珠院に隠棲。

## 生涯
1879年（明治12年）10月18日、岐阜県安八郡南一色村四番戸（現大垣市南一条町803番地2）、父・後藤吉左衛門、母・なおの五男として生まれる。1895年（明治28年）7月28日、岐阜県安八郡大垣町字南寺内145番戸、内藤宗越方（大悲院14世）に移籍し従弟となる。
1900年（明治33年）3月には、東京中学校を卒業し、その後第二高等学校に進学して1903年（明治36年）に東京帝国大学に入学。在学中に、鎌倉・円覚寺の釈宗活に就いて参禅し、得度。そして1906年（明治39年）には東京帝国大学文科大学哲学科を卒業。
翌年の1907年（明治40年）夏、釈宗活に随侍して渡米する。そして布教と宗教研究に励む。帰国後も常に釈宗活の側近に侍して参究し、1914年（大正3年）1月には、釈宗活より遂に印可を受ける。同年の4月には妙心寺派朝鮮布教監督に就任。1929年（昭和4年）8月には、朝鮮京城妙心寺別院住職に就任。
1930年（昭和5年）2月、岐阜県大垣市荒尾町の圓成寺住職に就任する。そして翌年の1931年（昭和6年）12月には、妙心寺派東海庵住職に就任する。
1932年（昭和7年）4月1日には臨済宗大学（後の花園大学）学長に就任。その後、同年4月には妙心寺派管長に就任。しかし翌1933年（昭和8年）の1月には辞任し、同年に大徳寺派管長に推挙される。また、海外布教のため、北米シアトル市の名光庵などに出掛けた。
1951年（昭和26年）には大徳寺派管長を退任して京都龍安寺山内の大珠院に隠棲。そして1965年（昭和40年）3月20日に遷化。世寿87。

## 法嗣弟子
- 小田雪窓（1901年 - 1966年） - 臨済宗大徳寺派管長

その他、茶道裏千家15世鵬雲斎玄室大宗匠（千玄室）の参禅の師であり、名付親でもある。また孫弟子に盛永宗興（1925年 - 1995年、花園大学学長）がいる。

## 著書
- 『禪と經濟人』 後藤瑞巌述/都心店協會編、伊藤書店発行、1941年
- 『襌門法語』 後藤瑞巌編、大徳寺柴野蔭凉會発行、1948年
- 『白隠禅師毒語心経講話』 後藤瑞巌著、山口仏教会館発行、1958年

## 関連文献
- 『蔭凉軒後藤瑞巌老師事蹟』 島崎義孝著、ふくろう出版発行、2005年